# 草路城
草路城（くさじじょう）は、京都府京田辺市草内宮ノ後にあった中世の日本の城。

## 概要
草路城は、草内地区の咋岡神社境内一帯の築かれていた。
現在も残る地名である「草内」は草内という漢字に改められているが、読み方は当時同様「くさじ」と読む。
この地域は、かつて国を二分し京を火の海にした大乱「応仁の乱」(1467年) 後に続いた守護大名の畠山氏の跡目争いを端に発生した「山城国一揆」で戦場となった。
境内脇の削平地には明瞭な土塁が残り、咋岡神社の周囲には水堀が巡らされている。

## 沿革
草路城の築城年代は定かでない。山城国の国人草内氏によって築城されたと考えられている。
「大乗院寺社雑事記」によると、文明14年（1482年）畠山義就方の山城打入りの計画を察した畠山政長は、これに対処するため草路城に遊佐長直兵庫助を大将とする軍勢を派遣した。しかし、義就勢が草路城を攻め落とし、数十人を切腹させた。
との記述があり、応仁・文明の乱後も南山城地域では東西両軍の対立は続き、文明14年に東軍の畠山政長が東軍諸勢を草路城へ集結させて西軍の畠山義就に備えたが、西軍に攻められ落城していることが分かる。
文明17年（1485年）の山城国一揆では、東軍の拠点となっていた。
しかし、同年12月11日に決起された国一揆により12月17日に両畠山氏は交渉の末、山城から撤退。
国一揆の結成で畠山氏の争いは収まり、義就の河内・大和領有は確定、政長は河内と山城を失う結果に終わった。

## 遺構
神社の参道入口脇に神社の案内板があり、草路城趾と書かれた石碑がある。
城の縄張りは、西側が凸状となっているが、基本的には方形単郭の居館形式であったと考えられる。
城の遺構は、神社境内の西面と南東角に土塁が残っている。神社社殿の北側には、幅約3～4ｍ程の水堀が良好な状態で残る。

## アクセス

### 鉄道
- 近鉄京都線：興戸駅下車　徒歩約12分

### バス
- JR片町線京田辺駅・近鉄京都線新田辺駅～バス：草内郵便局前

### 自動車
- 京奈和自動車道：田辺西IC～国道307号
  - 駐車場：なし。